# Deccan Chronicle
Deccan Chronicle is een Engelstalige krant, uitgegeven in Hyderabad, Andhra Pradesh, India.
Het dagblad werd gestart in 1938. Tegenwoordig is de eigenaar Deccan Chronicle Holdings Limited. De krant komt uit in elf edities: Hyderabad, Vijayawada, Rajahmundry, Visakhapatnam, Anantapur, Karimnagar en Nellore in Andhra Pradesh, Chennai en Coimbatore in Tamil Nadu, Bengaluru in Karnataka en Kochi, Thiruvananthapuram en Kozhikode in Kerala. Het is volgens eigen zeggen de grootste krant in het zuiden van India als het gaat om de verspreiding (ruim 1,3 miljoen exemplaren). De huidige hoofdredacteur (2012) is A.T. Jayanti. Een zusterkrant is het financiële dagblad Financial Chronicle. Sinds 2004 drukt het ook de International Herald Tribune.
Deccan Chronicle is de eigenaar van het cricket-team Deccan Chargers, die speelt in de Indian Premier League. De mediagroep verkreeg de franchise in januari 2008 voor 107 miljoen dollar.